# Stefano Albertini (pilota automobilistico)
Stefano Albertini (Gavardo, 28 settembre 1986) è un pilota di rally italiano.

## Carriera
Cresciuto a Vestone, piccolo centro della Valle Sabbia, in provincia di Brescia, nel 1999 debutta nel karting, correndo per la squadra ufficiale Tony Kart.
Nel 2001, in questa specialità, ottiene il sesto posto nel Campionato Europeo Karting Junior ICA, campionato riservato a piloti dagli 11 ai 15 anni, vinto dal futuro pilota di Formula 1 Sebastian Vettel.
Nel 2005 conquista invece il terzo posto nel Campionato Europeo Kart 125 Icc.
Nel 2007 esordisce nel rally su una Renault Clio S1600, al rally Ronde Valli Bergamasche. Una passione avuta sin da bambino, essendo cresciuto in una zona dove la disciplina è assai popolare e dove si corre il Rally 1000 Miglia, gara che Albertini vincerà poi nel 2017, 2018, 2021 (prima vittoria assoluta nel Campionato Italiano Rally) e nel 2023.
Nel 2008 prende parte a sei gare del campionato mondiale Junior WRC alla guida di una Renault Clio R3, andando a punti in tre occasioniː al Rally di Giordania, al Rally di Sardegna e a quello di Catalogna, concludendo la stagione al 9º posto nella classifica generale con nove punti conquistati. Il suo miglior piazzamento assoluto è stato invece il 23º posto raggiunto sia in Giordania che in Sardegna. Il suo tutor, durante questi primi anni di carriera è stato il pilota bresciano Andrea Dallavilla, già vincitore del CIR nel 1997.
Partecipa più volte al Campionato Italiano Rally ottenendo, quale miglior piazzamento, il terzo posto al termine della stagione 2012, mentre nel 2010 vince il CIR Junior e il CIR 2 ruote motrici (CIR2RM) alla guida di una Renault Clio R3C.
Nel 2011 partecipa alla prestigiosa competizione internazionale nell'Intercontinental Rally Challenge. In questo campionato ottiene il secondo posto assoluto nella classifica per le due ruote motrici, per cinque gare su sei sempre al volante della Renault Clio R3C e per una sola gara alla guida della Renault Mégane RS, a un solo punto da Raoux, disputando però tre gare in meno rispetto al francese per motivi di budget.

### Stagione 2014: Pilota ufficiale Peugeot Italia

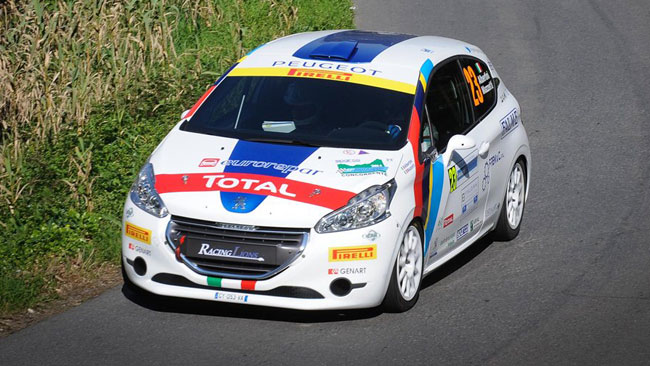
Stefano Albertini nel 2014 sulla Peugeot 208 R2, con i colori della squadra ufficiale del leone

Peugeot Italia si accorge del giovane pilota bresciano e dal 2012 inizia per Albertini la collaborazione con la casa francese correndo da privato con la Peugeot 207 S2000; poi nel 2014, con il navigatore Silvia Mazzetti, sono stati l’equipaggio ufficiale della 208 R2 del Team di Peugeot Italia, insieme al pilota Paolo Andreucci. Per la prima volta dalla stagione 2006, la filiale italiana del Leone schiera due vetture ufficiali. Con Peugeot Italia Albertini disputa tutte le otto gare del CIR, sei con la Peugeot 208 R2 e due con la Peugeot 207 S2000, ottenendo a fine stagione il secondo posto nel CIR Junior 2014.
Dal 2015 il rallysta vestonese corre facendo coppia fissa con l'esperto e fidato navigatore Danilo Fappani, iniziando il CIR 2015 alla guida di una Peugeot 208 T16 R5. Prende parte però solo a tre gare del campionato, fermandosi a seguito della morte del padre.
Nel 2016 Albertini inizia a correre nel Campionato Italiano WRC, prendendo parte a due gare e ottenendo nel Trofeo ACI Como la terza posizione assoluta. Nello stesso anno, dopo un anno di stop dalle competizioni, vince il prestigioso Rally Int. del Casentino, facente parte del campionato IRCup, alla guida della Ford Fiesta RS WRC.
Nel 2017 è campione italiano WRC, serie minore dedicata esclusivamente a piloti alla guida di vetture World Rally Car, alla guida di una Ford Fiesta RS WRC, non partecipando tuttavia al campionato italiano assoluto, vincendo cinque delle sei gare parte del CIWRC 2017.
Anche nel 2018 Albertini prende il via al Campionato italiano WRC alla guida di una Ford Fiesta RS WRC, navigata sempre dall'esperto Danilo Fappani. La stagione inizia con il rally della gara di casa, il Rally 1000 Miglia, nel quale Albertini ottiene la prima posizione assoluta, vincendo sei prove speciali su nove.
Al secondo appuntamento del campionato, il Rally del Salento, l'equipaggio bresciano ottiene un'altra prima posizione assoluta davanti a Paolo Porro e Francesco Rizzello.
Il Rally della Marca Trevigiana è il terzo appuntamento della stagione, nel quale Albertini ottiene la terza posizione assoluta.
Alla quarta gara della stagione, il Rally del Friuli Venezia Giulia, ottiene un'altra prima posizione assoluta (la terza del campionato), davanti a Corrado Fontana e a Manuel Sossella.
Nel Rally di San Martino di Castrozza e di Primiero, Albertini raggiunge la seconda posizione assoluta, dietro al pilota Manuel Sossella.
All'ultimo appuntamento del campionato, il Trofeo ACI Como, con il terzo posto assoluto (il secondo per la classifica del Campionato italiano WRC) Albertini viene incoronato per la seconda volta di fila Campione italiano WRC.

### Stagione 2020 e 2021
Nonostante la pandemia da COVID-19, Albertini è comunque presente al via del CIR 2020. Al primo appuntamento, il Rally del Ciocco, ottiene il terzo gradino del podio. Al Rally Targa Florio ottiene un secondo posto assoluto, dietro ad Andrea Crugnola (poi vincitore del CIR 2020). Albertini in ottobre doveva prendere il via al Rally di Sanremo, poi annullato a causa del maltempo che ha interessato l'entroterra ligure. Al Rally Due Valli ottiene il terzo posto assoluto.
Nel 2020 conclude da vincitore il Campionato Italiano Rally Asfalto (CIRA), altra serie minore, al volante di una Škoda Fabia R5 del team Tamauto. Per quanto riguarda la classifica CIR assoluta la coppia Albertini - Fappani conclude il campionato al quarto posto assoluto.
La stagione 2021 vede il pilota bresciano gareggiare nuovamente nel CIR, alla guida di una Škoda Fabia Evo Rally2 del team Munaretto. Inizia la stagione con una vittoria, ottenuta al Rally del Ciocco, in coppia con il copilota Danilo Fappani, secondi assoluti dietro al cinque volte vice campione del mondo di rally Thierry Neuville, pilota fuori classifica per il campionato italiano.

Nell'aprile 2021, nel secondo appuntamento del CIR, il Rally di Sanremo, Albertini ottiene una quarta posizione assoluta a seguito di una gara molto difficile per via delle condizioni meteo (pioggia e nebbia), nella quale non ha mai avuto un feeling ottimale con la vettura, soprattutto per quanto riguarda la scelta delle gomme.

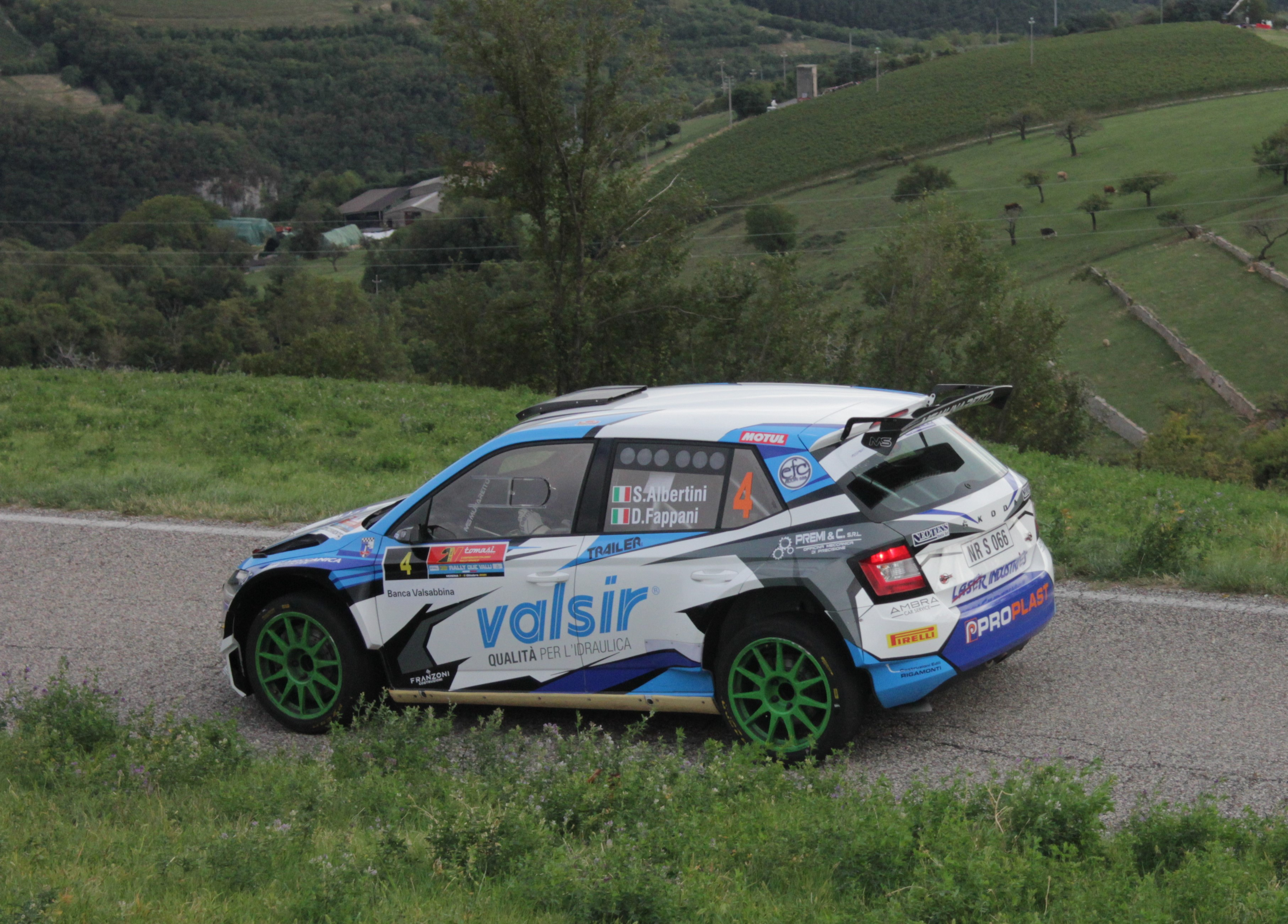
Stefano Albertini al Rally Due Valli 2021

Stefano Albertini e Danilo Fappani si aggiudicano il 44° Rally 1000 Miglia 2021, gara valida come sesta prova del Campionato Italiano Rally Sparco, a seguito di una grande lotta per il vertice tra il bresciano e il pilota varesino Andrea Crugnola, ottenendo la vittoria con un vantaggio di +5,3 secondi. Il pilota di casa torna al successo dopo quelli del 2017 e 2018 con una gestione di gara impeccabile, davanti a Andrea Crugnola e a Giandomenico Basso. Una vittoria importantissima ottenuta proprio nel rally di casa dinanzi al proprio pubblico che cancella l’amaro in bocca per aver saltato, causa budget, il Rally di San Marino e di Roma Capitale, dopo l'incidente rimediato in occasione della Targa Florio. Questa vittoria lo ha nuovamente proiettato nelle zone alte della classifica.
Al Rally Due Valli Albertini prende parte ad una gara molto combattuta con Giandomenico Basso, durante la quale, dopo aver dominato le prove speciali della mattina di sabato (vincendo tre prove su tre), si piazza al secondo posto assoluto, dopo essere stato superato proprio da Basso nel corso della penultima prova speciale. Una grande gara che gli permette di conquistare, per la seconda volta di fila, il titolo CIRA (Campionato Italiano Rally Asfalto).
A fine stagione termina in quarta posizione nel Campionato Italiano Rally Sparco, avendo partecipato però a tre gare in meno rispetto ad altri piloti. La stagione del pilota bresciano però si conclude con la chiamata ufficiale della Hyundai Motorsport, a bordo della nuova Hyundai i20 N Rally2, per l'ultima tappa del Campionato del Mondo di Rally, il Rally Forum 8 Aci Monza; un grande ritorno per Albertini, che mancava dalla massima serie mondiale dal 2008.

### Stagione 2022: PA Racing

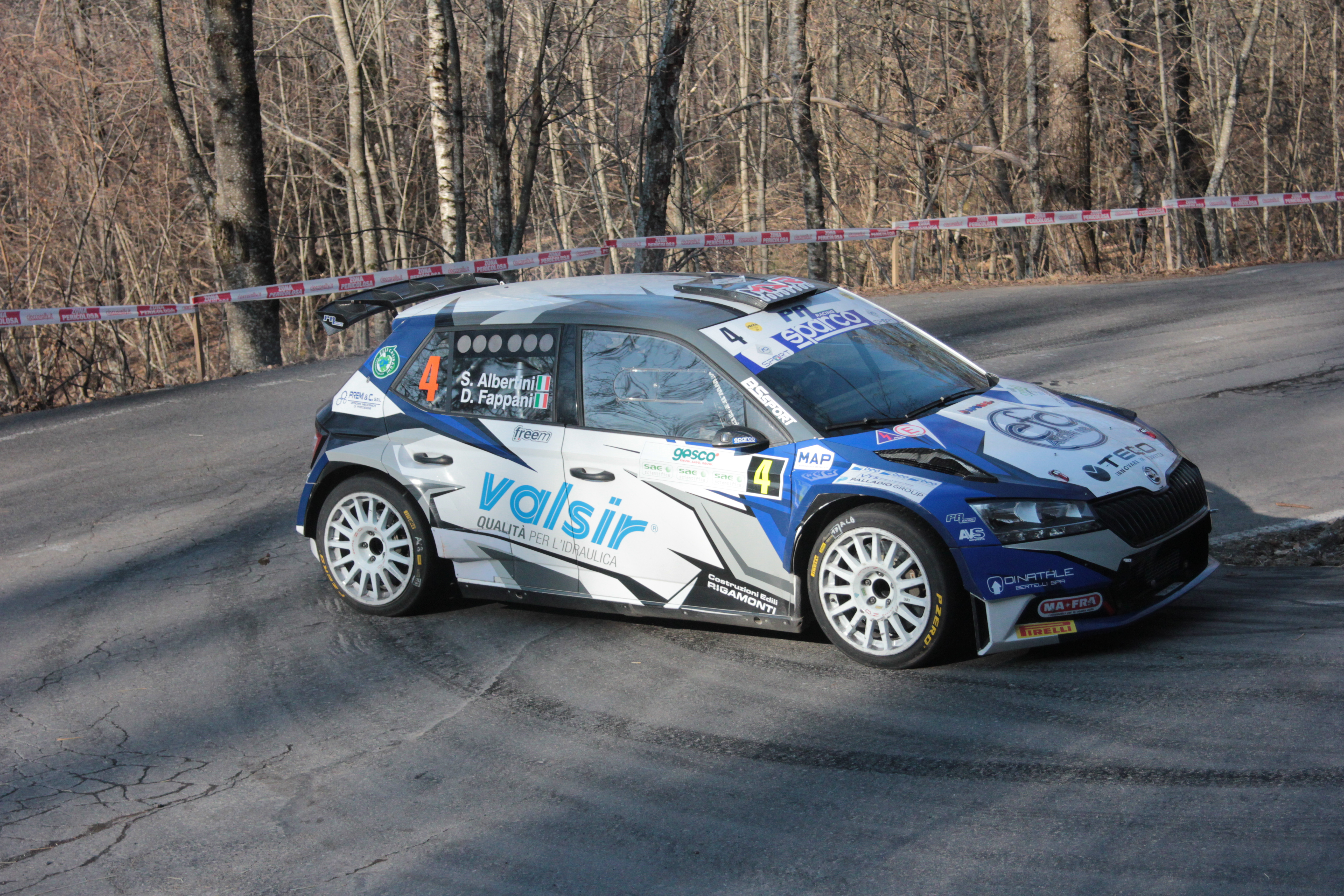
Albertini - Fappani al Rally del Ciocco 2022

La stagione 2022 si apre con un cambio di team per Albertini, supportato da PA Racing, squadra del pilota bergamasco Alessandro Perico. Confermati, invece, lo storico navigatore Danilo Fappani e la scelta degli pneumatici Pirelli; anche la vettura è rimasta la medesima, la Skoda Fabia Evo rally2.
L'inizio di stagione però non è dei migliori, il pilota bresciano infatti accusa problemi di set-up con la sua vettura che non gli permettono di andare oltre il 4º posto al Rally del Ciocco e al Rally di Sanremo e ad un 5º posto al Rally Targa Florio.
Al Rally d'Alba l'inizio è stato promettente, collezionando il secondo posto nella power stage del venerdì; il sabato però, a causa di una sfortunata foratura, si ritrova nelle retrovie, concludendolo 12º assoluto e 7° per il CIAR.
Il riscatto della stagione 2022 avviene nel rally di casa, il Rally 1000 Miglia, nel quale il pilota conquista la seconda posizione assoluta, dietro al velocissimo pilota italiano Andrea Crugnola, al termine di un rally molto difficile per via delle complicate condizioni meteo.
All'ultimo appuntamento stagionale, il Rally Due Valli, ottiene la terza piazza assoluta e la terza posizione nella power stage che gli valgono il quarto posto in campionato, dietro di solo 0,5 punti a Giandomenico Basso.

## Risultati nel mondiale Rally
| 2008 | Scuderia | Vettura         |  |  |  |  |    |    |  |  |    |    |  |    |    |  |  | Punti | Pos. |
| ---- | -------- | --------------- |  |  |  |  | -- | -- |  |  | -- | -- |  | -- | -- |  |  | ----- | ---- |
| 2008 |          | Renault Clio R3 |  |  |  |  | 23 | 23 |  |  | 64 | 48 |  | 25 | 31 |  |  | 0     |      |

| 2021 | Scuderia           | Vettura              |  |  |  |  |  |  |  |  |  |  |  |     |  |  |  |  | Punti | Pos. |
| ---- | ------------------ | -------------------- |  |  |  |  |  |  |  |  |  |  |  | --- |  |  |  |  | ----- | ---- |
| 2021 | Hyundai Motorsport | Hyundai i20 N Rally2 |  |  |  |  |  |  |  |  |  |  |  | Rit |  |  |  |  | 0     |      |

| Legenda | 1º posto | 2º posto | 3º posto | A punti | Senza punti | Ritirato | Squalificato | NP=Non partito C=Gara cancellata | Apice=Power stage |

### Junior WRC
| 2008 | Scuderia | Vettura         |  |  |  |  |   |   |  |  |    |    |  |   |   |  |  | Punti | Pos. |
| ---- | -------- | --------------- |  |  |  |  | - | - |  |  | -- | -- |  | - | - |  |  | ----- | ---- |
| 2008 |          | Renault Clio R3 |  |  |  |  | 5 | 6 |  |  | 12 | 10 |  | 7 | 9 |  |  | 9     | 9º   |

| Legenda | 1º posto | 2º posto | 3º posto | A punti | Senza punti | Ritirato | Squalificato | NP=Non partito C=Gara cancellata | Apice=Power stage |

## Palmarès
Campionato Italiano Rally Asfalto (CIRA)
- 2020 su Skoda Fabia R5
- 2021 su Skoda Fabia R5

Campionato Italiano Rally Due Ruote Motrici (CIR2RM)
- 2010 su Renault New Clio R3

Campionato Italiano Rally Junior (CIRJ)
- 2010 su Renault New Clio R3

Campionato Italiano WRC
- 2017 su Ford Fiesta RS WRC
- 2018 su Ford Fiesta RS WRC

Rally 1000 Miglia
- 2017 su Ford Fiesta RS WRC
- 2018 su Ford Fiesta RS WRC
- 2021 su Skoda Fabia Evo Rally2
- 2023 su Skoda Fabia Evo Rally2

## Onorificenze e riconoscimenti
- Premio Caschi d'Oro 2018[18]